# Tropidophis caymanensis
Espèce
Synonymes
- Tropidophis melanurus caymanensis Battersby, 1938

Statut CITES
Tropidophis caymanensis est une espèce de serpents de la famille des Tropidophiidae.

## Répartition
Cette espèce est endémique de l'île de Grand Cayman dans les îles Caïmans.

## Description
C'est un serpent vivipare.

## Étymologie
Son nom d'espèce, composé de cayman et du suffixe latin -ensis, « qui vit dans, qui habite », lui a été donné en référence au lieu de sa découverte, les îles Caïmans (Cayman Islands en anglais).

## Publication originale
- Battersby, 1938 : Some snakes of the genus Tropidophis. Annals and magazine of natural history, sér. 11, vol. 1, p. 557-560.